# Tricyphona ampla
Tricyphona (Pentacyphona) ampla là một loài ruồi trong họ Pediciidae. Chúng phân bố ở vùng sinh thái Nearctic.